# Bálint Noé
Bálint Noé (5 de octubre de 1993) es un deportista húngaro que compite en piragüismo en la modalidad de aguas tranquilas.
Ganó tres medallas en el Campeonato Mundial de Piragüismo, en los años 2021 y 2022, y dos medallas en el Campeonato Europeo de Piragüismo de 2021.

## Palmarés internacional
| Campeonato Mundial | Campeonato Mundial     | Campeonato Mundial | Campeonato Mundial |
| Año                | Lugar                  | Medalla            | Competición        |
| ------------------ | ---------------------- | ------------------ | ------------------ |
| 2021               | Copenhague (Dinamarca) | Medalla de oro     | K1 5000 m          |
| 2021               | Copenhague (Dinamarca) | Medalla de bronce  | K2 1000 m          |
| 2022               | Halifax (Canadá)       | Medalla de bronce  | K2 1000 m          |
| Campeonato Europeo |                        |                    |                    |
| Año                | Lugar                  | Medalla            | Competición        |
| 2021               | Poznań (Polonia)       | Medalla de oro     | K1 5000 m          |
| 2021               | Poznań (Polonia)       | Medalla de plata   | K4 1000 m          |